# Trierer Weststrecke
| |                                                                                        |                                            |                                            |
| Streckennummer (DB): | 3140 Ehrang–Igel 3141 Ehrang–Biewer                                                    |                                            |                                            |
| Kursbuchstrecke (DB): | 693.1 und 693.2                                                                        |                                            |                                            |
| Kursbuchstrecke: | 627 (bis 1983) 263g (vor 1970) 263f (Ehrang – Igel 1946) 248r (Trier West – Igel 1946) |                                            |                                            |
| Streckenlänge: | 19 km                                                                                  |                                            |                                            |
| Spurweite: | 1435 mm (Normalspur)                                                                   |                                            |                                            |
| Streckenklasse: | D4                                                                                     |                                            |                                            |
| Stromsystem: | 15 kV 16,7 Hz ~                                                                        |                                            |                                            |
| Streckengeschwindigkeit: | 90 km/h                                                                                |                                            |                                            |
| Zweigleisigkeit: | durchgehend                                                                            |                                            |                                            |
| |                                                                                        |                                            |                                            |
| \| \| \| Moselstrecke von Koblenz \| \| \| \| \| Eifelstrecke von Hürth-Kalscheuren \| \| \| \| 0,0 \| Ehrang (PV bis 2025) \| Ehrang (PV bis 2025) \| \| \| \| \| \| \| \| 106,100 \| Ehrang Nord (Gbf, Bft) \| Ehrang Nord (Gbf, Bft) \| \| \| 107,000 \| Ehrang Mitte (Gbf) / Ost (Bft) \| Ehrang Mitte (Gbf) / Ost (Bft) \| \| \| \| Trier Hafenstraße \| \| \| \| \| Ehrang Süd (Bft) \| \| \| \| \| Moselstrecke nach Trier Hbf \| \| \| \| \| Mäusheckerweg \| \| \| \| \| \| \| \| \| 3,03,3 \| Biewer \| Biewer \| \| \| \| Bundesstraße 53 \| \| \| \| 5,8 \| Pallien \| Pallien \| \| \| \| Trier-Pallien \| \| \| \| \| Bundesstraße 51 \| \| \| \| 7,7 \| Trier West \| Trier West \| \| \| \| vom Ausbesserungswerk Trier \| \| \| \| \| Anschluss der frz. Armee \| \| \| \| 10,5 \| Trier-Euren \| Trier-Euren \| \| \| \| Zeppelinweg (Anrufschranke) \| \| \| \| \| zum Industriegebiet Trier-Euren \| \| \| \| 12,6 \| Trier-Zewen \| Trier-Zewen \| \| \| \| Bundesstraße 49 \| \| \| \| 14,2 \| zur Konzer Moselbrücke \| zur Konzer Moselbrücke \| \| \| \| ehem. von der Hindenburgbrücke (1912–1945) \| \| \| \| 15,6 \| Igel \| Igel \| \| \| \| B49 \| \| \| \| 17,9 \| Igel West \| Igel West \| \| \| \| ehem. nach Bitburg (bis 1969) \| \| \| \| 19,2 \| Igel Grenze Sauer \| Igel Grenze Sauer \| \| \| \| Strecke nach Luxemburg \| \| |                                                                                        |                                            |                                            |
| Strecke |                                                                                        | Moselstrecke von Koblenz                   | Moselstrecke von Koblenz                   |
| Strecke von rechts · Strecke |                                                                                        | Eifelstrecke von Hürth-Kalscheuren         | Eifelstrecke von Hürth-Kalscheuren         |
| Dienststation / Betriebs- oder Güterbahnhof · Dienststation / Betriebs- oder Güterbahnhof | 0,0                                                                                    | Ehrang (PV bis 2025)                       | Ehrang (PV bis 2025)                       |
| Strecke |                                                                                        |                                            |                                            |
| Strecke · Dienststation / Betriebs- oder Güterbahnhof · Dienststation / Betriebs- oder Güterbahnhof | 106,100                                                                                | Ehrang Nord (Gbf, Bft)                     | Ehrang Nord (Gbf, Bft)                     |
| Strecke · Dienststation / Betriebs- oder Güterbahnhof · Blockstelle | 107,000                                                                                | Ehrang Mitte (Gbf) / Ost (Bft)             | Ehrang Mitte (Gbf) / Ost (Bft)             |
| Haltepunkt / Haltestelle |                                                                                        | Trier Hafenstraße                          | Trier Hafenstraße                          |
| Strecke · Blockstelle · Strecke |                                                                                        | Ehrang Süd (Bft)                           | Ehrang Süd (Bft)                           |
| Abzweig ehemals geradeaus und nach links · Kreuzung geradeaus unten und links · Abzweig quer und nach links |                                                                                        | Moselstrecke nach Trier Hbf                | Moselstrecke nach Trier Hbf                |
| Bahnübergang (Strecke außer Betrieb) · Strecke |                                                                                        | Mäusheckerweg                              | Mäusheckerweg                              |
| Strecke nach links (außer Betrieb) · Abzweig geradeaus und ehemals von rechts |                                                                                        |                                            |                                            |
| ehemaliger Haltepunkt / Haltestelle | 3,03,3                                                                                 | Biewer                                     | Biewer                                     |
| Strecke mit Straßenbrücke |                                                                                        | Bundesstraße 53                            | Bundesstraße 53                            |
| ehemaliger Haltepunkt / Haltestelle | 5,8                                                                                    | Pallien                                    | Pallien                                    |
| Haltepunkt / Haltestelle |                                                                                        | Trier-Pallien                              | Trier-Pallien                              |
| Bahnübergang |                                                                                        | Bundesstraße 51                            | Bundesstraße 51                            |
| Bahnhof | 7,7                                                                                    | Trier West                                 | Trier West                                 |
| Abzweig geradeaus und ehemals von rechts |                                                                                        | vom Ausbesserungswerk Trier                | vom Ausbesserungswerk Trier                |
| Abzweig geradeaus und ehemals von rechts |                                                                                        | Anschluss der frz. Armee                   | Anschluss der frz. Armee                   |
| Haltepunkt / Haltestelle | 10,5                                                                                   | Trier-Euren                                | Trier-Euren                                |
| Bahnübergang |                                                                                        | Zeppelinweg (Anrufschranke)                | Zeppelinweg (Anrufschranke)                |
| Abzweig geradeaus und nach links |                                                                                        | zum Industriegebiet Trier-Euren            | zum Industriegebiet Trier-Euren            |
| Haltepunkt / Haltestelle | 12,6                                                                                   | Trier-Zewen                                | Trier-Zewen                                |
| Strecke mit Straßenbrücke |                                                                                        | Bundesstraße 49                            | Bundesstraße 49                            |
| Abzweig geradeaus, nach links und von links | 14,2                                                                                   | zur Konzer Moselbrücke                     | zur Konzer Moselbrücke                     |
| Abzweig geradeaus und ehemals von links |                                                                                        | ehem. von der Hindenburgbrücke (1912–1945) | ehem. von der Hindenburgbrücke (1912–1945) |
| Bahnhof | 15,6                                                                                   | Igel                                       | Igel                                       |
| Strecke mit Straßenbrücke |                                                                                        | B49                                        | B49                                        |
| Überleitstelle / Spurwechsel | 17,9                                                                                   | Igel West                                  | Igel West                                  |
| Abzweig geradeaus und ehemals nach rechts |                                                                                        | ehem. nach Bitburg (bis 1969)              | ehem. nach Bitburg (bis 1969)              |
| Grenze auf Brücke über Wasserlauf | 19,2                                                                                   | Igel Grenze Sauer                          | Igel Grenze Sauer                          |
| Strecke |                                                                                        | Strecke nach Luxemburg                     | Strecke nach Luxemburg                     |

Als Weststrecke wird eine 19 Kilometer lange Eisenbahnstrecke von Trier-Ehrang über Trier West zur Staatsgrenze bei Igel bezeichnet. Die Verbindung wurde im Wesentlichen zwischen 1860 und 1871, damals als Teil anderer Strecken, erbaut. Der 14 Kilometer lange Streckenabschnitt zwischen Ehrang und der Konzer Moselbrücke diente von 1983 bis 2025 ausschließlich dem Güterverkehr und bildete hierfür eine Umgehungsbahn für den Eisenbahnknoten Trier Hauptbahnhof. Seit der Reaktivierung der Weststrecke für den Personenverkehr auf der gesamten Länge seit dem 3. März 2025 wird sie von zwei Regionalbahnlinien zwischen Wittlich und Luxemburg sowie Trier Hafenstraße und Konz bzw. Saarburg genutzt.

## Geschichte

### Personen- und Güterverkehr (1860–1983)
1856 entschied das Land Preußen, eine Bahnstrecke zwischen Saarbrücken und Trier sowie Luxemburg zu errichten. Es sprachen hierfür militärische Gesichtspunkte, da die Garnison in Trier und die preußische Bundesfeste Luxemburg an die 1849 eröffnete Pfälzische Ludwigsbahn angeschlossen wurden; außerdem gab es wirtschaftliche Gründe für den Bau, denn der internationale Bahnverkehr sollte nicht über die im Bau befindliche französische Bahnlinie Metz–Thionville–Luxemburg laufen. Ferner war beabsichtigt, für den saarländischen Kohlebergbau, die Dillinger Hütte und die Steingutfabrik Boch in Mettlach neue Absatzwege zu schaffen. Die Gesamtkosten wurden mit rund 5,6 Millionen Talern veranschlagt.
Baubeginn der Strecke war am 25. Juni 1856. Der erste Teilabschnitt von Saarbrücken bis Merzig, d. h. ein Teil der heutigen Saarstrecke, wurde am 16. Dezember 1858 eröffnet; das Teilstück nach Trier folgte am 25. Mai 1860. Der Trierer Bahnhof befand sich auf der linken Moselseite im Bereich des heutigen Bahnhofs Trier West. Damit war zwischen der Zewener Seite der Konzer Eisenbahnbrücke und dem Trierer Bahnhof der erste Teil der heutigen Weststrecke entstanden. Grund für die Standortwahl für den Trierer Bahnhof war neben topographischen Erwägungen der geplante Streckenausbau nach Köln und Koblenz von hier aus, sowie der Anschluss an einen geplanten Hafen an der Mosel, der aber nicht verwirklicht wurde.
Zunächst verkehrten ein Schnellzug, drei Personenzüge und zwei Güterzüge am Tag. Am 29. August 1861 wurde mit der Eröffnung der Wilhelm-Luxemburg-Eisenbahn die angedachte Anbindung der Stadt Luxemburg verwirklicht und in diesem Zuge die Strecke westlich von Zewen ab Höhe der Konzer Moselbrücke erbaut.
Aus militärischen Gründen zwang der Staat Preußen bis 1864 die private Rheinische Eisenbahngesellschaft, eine Bahnlinie von Kall nach Trier durch die Eifel zu errichten. Das Teilstück dieser Eifelstrecke zwischen Gerolstein und Trier wurde am 1. Juli 1871 eröffnet (Militärtransporte fuhren bereits einen Monat früher). Damit war die spätere Trierer Weststrecke komplett.
Mit dem Bau der Moselstrecke zwischen Koblenz und Trier, die am 15. Mai 1879 eröffnet wurde, verlor sie jedoch den größten Teil des Personenverkehrs. Diese führte ab Ehrang bei Pfalzel über die Mosel zum neuen Bahnhof rechts der Mosel – dem heutigen Trierer Hauptbahnhof – und dann weiter nach Konz-Karthaus, wo Anschluss an die Strecken nach Saarbrücken, Metz und Luxemburg bestand.

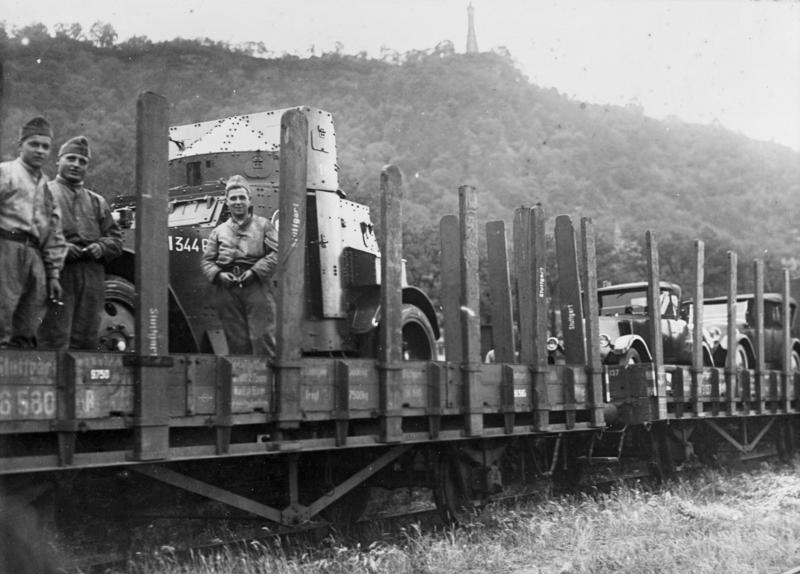
Französische Truppen verlassen Trier West im Juni 1930

Ein neues Teilstück der Trierer Weststrecke, das Güterzuggleis Ehrang–Biewer, wurde am 1. Oktober 1925 für den Verkehr freigegeben. Es wurde im Zuge des Baus des heute stillgelegten Ehranger Rangierbahnhofs und des zugehörigen Bahnbetriebswerks Ehrang gebaut. Hierbei wurde am Bahnhof Biewer eine Überführung gebaut, auf der das Richtungsgleis Ehrang die zweigleisige Güterzugstrecke überquerte.
Im Zweiten Weltkrieg wurde die Strecke nur an zwei Stellen ein wenig beschädigt[Quelle fehlt] und nach der Trümmerbeseitigung bereits am 10. März 1945, acht Tage nach dem Einmarsch von US-amerikanischen Truppen in diesem Gebiet, wieder von der luxemburgischen Eisenbahn befahren.
Nach dem Krieg wurde die Personenzugstrecke teilweise auf ein Gleis zurückgebaut, die Überführung in Biewer entfernt und durch eine Kreuzungsweiche ersetzt. 1966 verkehrten zwischen Igel und Trier West 13 Nahverkehrszug-Paare, von denen nur vier bis Ehrang durchfuhren. Pallien und Biewer wurden ab 1966 nicht mehr bedient. Anfang der 1970er Jahre begann der Niedergang des Personenverkehrs. Zunächst wurden die Personenzüge am späteren Abend und an den Wochenenden eingestellt und durch Bahnbusse ersetzt. Die noch verkehrenden restlichen Züge erhielten zunehmend „Konkurrenz“ durch parallel verkehrende Bahnbusse, was schließlich zu einer immer größeren Ausdünnung des Zugangebotes führte. 1983 wurde der Personenverkehr eingestellt, nachdem bereits zwei Jahre lang nur ein einziger Zug pro Tag („Alibi-Zug“) verkehrt war. Nicht von der Einstellung des Personenverkehrs betroffen war der Streckenabschnitt Konzer Moselbrücke–Wasserbillig als Verbindung der Saarstrecke mit Luxemburg.

### Ausschließlich Güterverkehr zwischen Ehrang und Konzer Moselbrücke (1983–2025)

#### Güterverkehr
Im Jahre 1983 verkehrten pro Werktag ca. 40 Güterzüge auf der Strecke. Nach der Einstellung des Personenverkehrs 1983 wurde am Personenzuggleis Ehrang–Biewer die Oberleitung abgebaut und die technische Sicherung des Bahnübergangs Mäusheckerweg (Halbschranke mit Blinklichtanlage) entfernt. Ende der 1980er Jahre begann die zunehmende Verlagerung der Güterzüge auf die teilweise parallel führende Saar- und Moselstrecke. Hierdurch wurden die Betriebszeiten der Weststrecke eingeschränkt.
In den 1990er Jahren wurde die Strecke nur noch für die Bedienfahrten zum Industriegebiet Euren genutzt, womit der Streckenteil ab dem Abzweig Industriegebiet Euren über Zewen in Richtung Igel ohne planmäßigen Zugverkehr war. Es war beabsichtigt, die Strecke auf ein Gleis zurückzubauen, sowie die komplette Oberleitung zu entfernen. Das verbleibende Gleis sollte als Industrieanschluss betrieben werden, um das Industriegebiet Euren bedienen zu können. Aus diesem Grund wurde die Stilllegung der kompletten Weststrecke beantragt. Die Stilllegung wurde am 14. November 1997 genehmigt, jedoch nie vollzogen. Ende der 1990er Jahre wurden die Weichen des ehemaligen Personenzuggleises in Ehrang und Biewer entfernt und die Strecke wurde wieder für den Durchgangsgüterverkehr in Betrieb genommen.
Inzwischen wird die Strecke wieder, je nach Auslastung der Saar- und Moselstrecke, intensiv für den durchgehenden Güterverkehr genutzt. Das Industriegleis im Industriegebiet Euren/Zewen wird Montag bis Freitag um die Mittagszeit von einer Übergabe bedient, welche regelmäßig von Ehrang aus über Trier West und Euren verkehrt. Weitere Züge, z. B. Weinanlieferungen zur Sektkellerei Schloss Wachenheim, verkehren bei Bedarf.
Bei einem Treffen der Verkehrsminister Claude Wiseler und Peter Ramsauer am 7. Oktober 2011 wurde bekannt gegeben, dass die Strecke zwischen dem Bahnhof Igel und Igel West mit einem Kostenaufwand von 19,6 Millionen Euro wieder zweigleisig ausgebaut wird. Acht Millionen Euro hiervon trug das Großherzogtum Luxemburg. Im Mai 2014 wurde hierzu die Brücke, die zwischen Ortsausgang Igel, Richtung Luxemburg und Löwener Mühle als Überführung der Bundesstraße 49 über die Bahnstrecke dient, abgerissen und in erweiterter Form neu gebaut. Der Ausbau dieses 1,8 Kilometer langen Engpasses wurde bis Dezember 2014 abgeschlossen, was eine Erhöhung der Höchstgeschwindigkeit auf 90 km/h sowie einen Stundentakt zwischen Trier und Luxemburg ermöglichte. Wegen der Klage eines Anwohners ging das zweite Gleis zwischen Igel und Wasserbillig nicht mit dem Fahrplanwechsel, sondern erst im Januar 2015 in Betrieb.

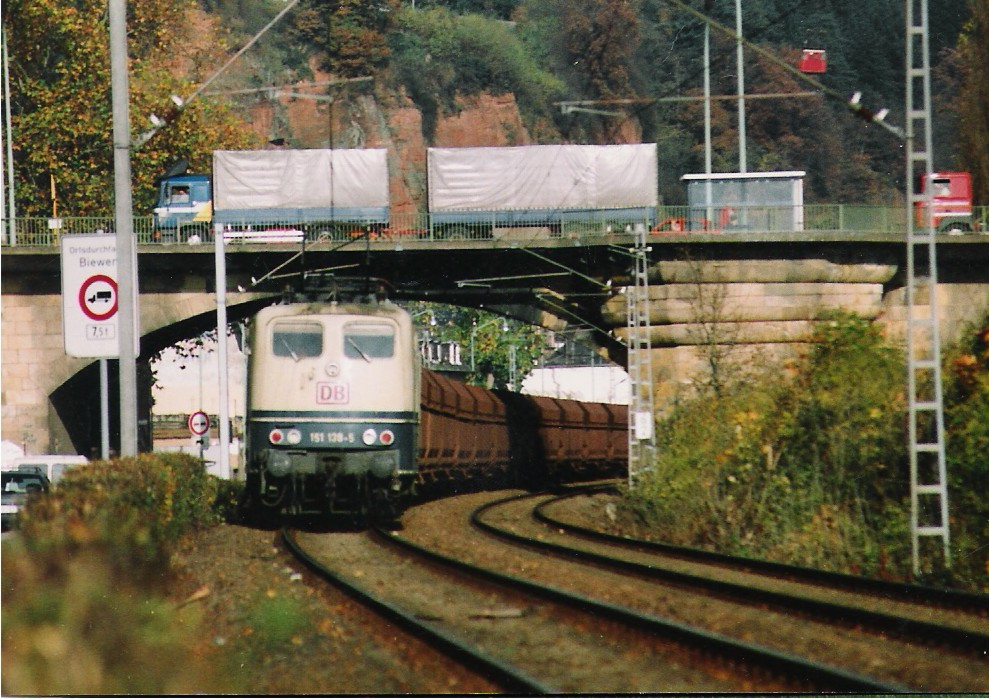
Erzzug 1994 in Trier-Pallien
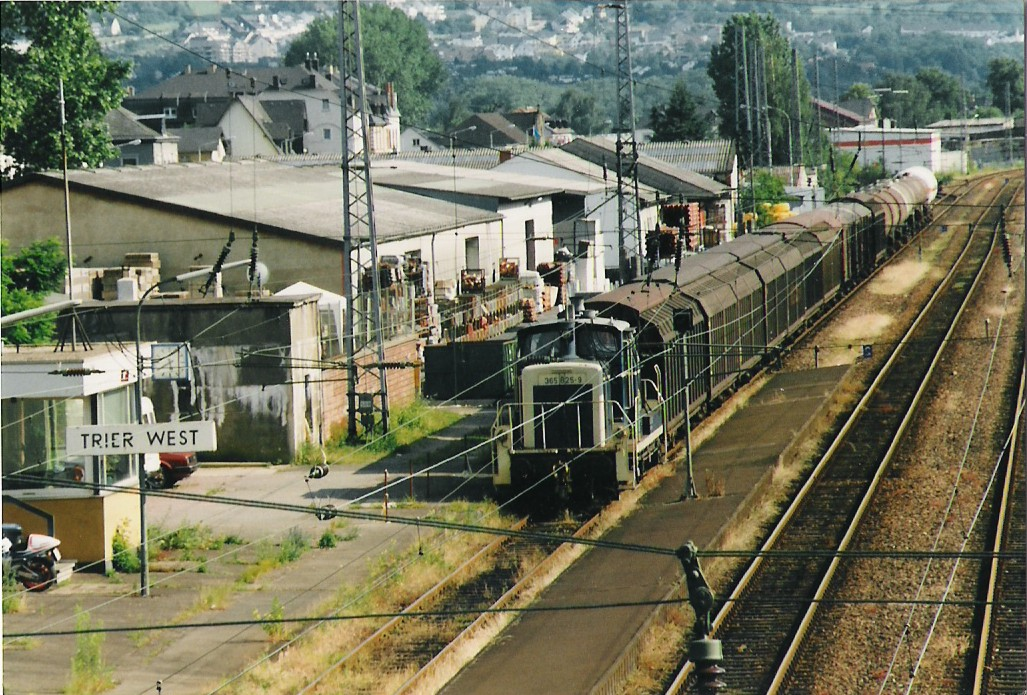
Ein Übergabe-Güterzug 1997 in Trier West

#### Planungen und Maßnahmen zur Reaktivierung des Personenverkehrs
Seit 1992 gab es Bemühungen, die Strecke für den Personenverkehr zu reaktivieren. Um dies zu erreichen, führte der Verkehrsclub Deutschland 1996, 2008 und 2009 Sonderfahrten durch.
Der Zweckverband SPNV-Nord des Landes Rheinland-Pfalz beschloss 2008, dass die Strecke reaktiviert werden soll, um vor allem dem gestiegenen Verkehrsaufkommen in der Region Rechnung zu tragen. Geplant wurden zwei neue, jeweils stündlich verkehrende Regionalbahnlinien, die zwischen Wittlich und Luxemburg bzw. dem neuen Bahnhof Hafenstraße und Konz (teilweise Saarburg) fahren sollten.
Die Finanzierung, vor allem für den Bau von insgesamt vier Haltepunkten, erfolgte in erster Linie durch das Land. Bis zum Dezember 2024 sollten die Haltepunkte Kaiser-Wilhelm-Brücke, Westbahnhof, Euren und Zewen errichtet sein. Eine zweite Ausbaustufe sieht drei weitere Haltepunkten vor: Biewer, Pallien (in Höhe des derzeitigen Bahnübergangs) und am Messepark. Die Reaktivierung sollte eigentlich schon wesentlich früher erfolgen, doch hat sich insbesondere das Planfeststellungsverfahren bis Mai 2021 hingezogen. Im November 2019 wurde bekannt gegeben, dass die ersten Personenzüge nicht vor Ende 2024 auf der Weststrecke rollen werden. Die für die Weststrecke geplante Linie RB 83 wurde dennoch Mitte Dezember 2019 in Betrieb genommen und fuhr bis zur erfolgten Reaktivierung der Weststrecke über den Trierer Hauptbahnhof.
Am 22. Oktober 2018 wurde das Planfeststellungsverfahren für die Trierer Weststrecke vom Landesbetrieb Mobilität Rheinland-Pfalz eröffnet. Am 18. Mai 2021 erfolgte der Planfeststellungsbeschluss durch das Eisenbahn-Bundesamt. Die Ausschreibungen für die Baumaßnahmen sind 2022 erfolgt.
Im Herbst 2024 wurde mitgeteilt, dass die Inbetriebnahme der Weststrecke für den Personenverkehr aufgrund von fehlenden Abnahmeprüfern noch nicht wie geplant zum Fahrplanwechsel am 15. Dezember 2024 erfolgen wird.

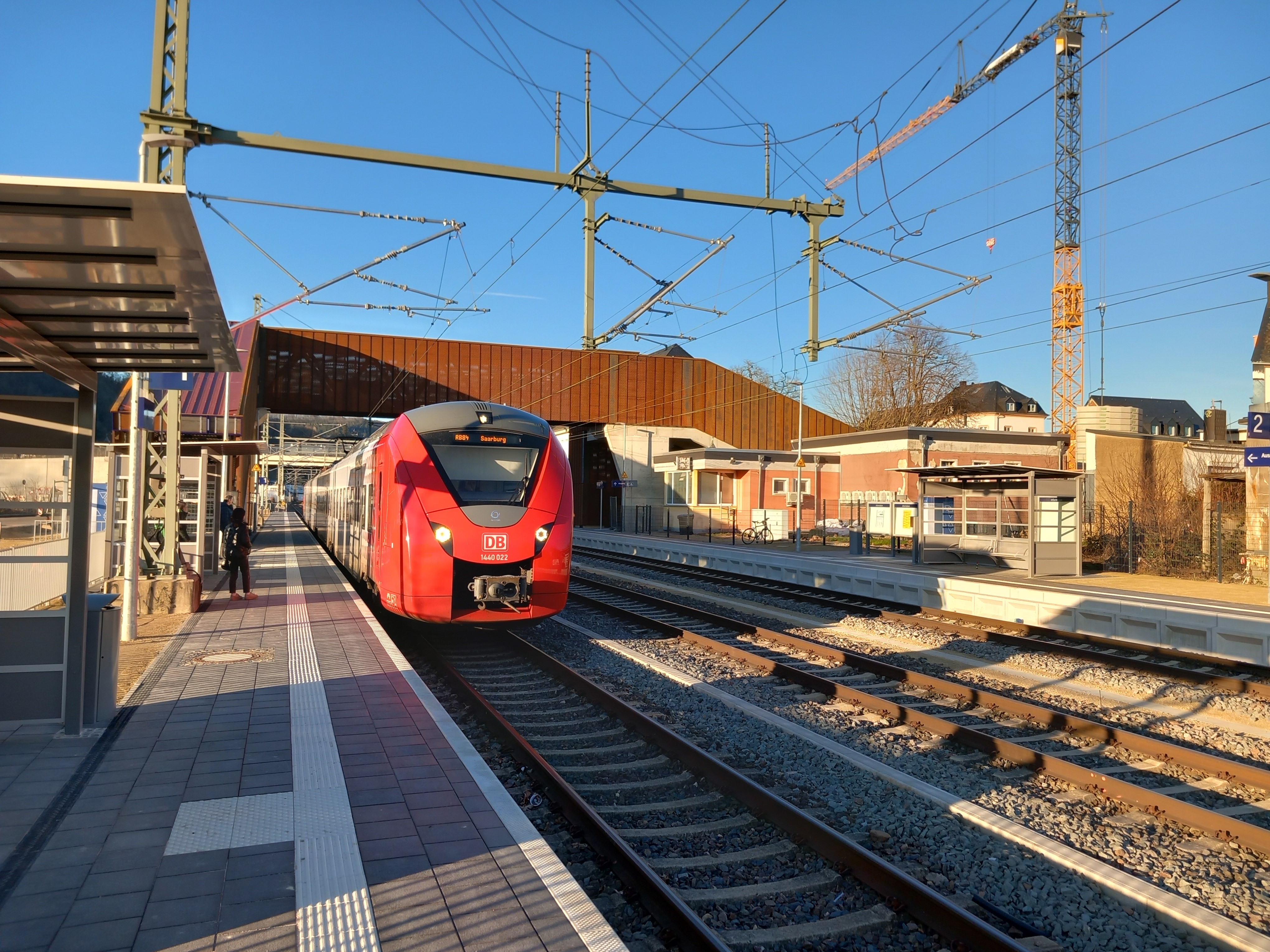
RB 84 Richtung Saarburg im Bahnhof Trier West am ersten Betriebstag der reaktivierten Strecke

### Erneuter Personen- und Güterverkehr (seit 2025)
Der Personenverkehr wurde am 3. März 2025 wieder aufgenommen. Die reaktivierte Strecke wird durch die Linien RB 83 und 84 bedient. Auf dem entsprechenden Abschnitt zwischen Trier Hafenstraße und der Moselbrücke Konz im Streckennetz wird durch die alternierende RB-Linien ein angenäherter Halbstundentakt erreicht. Die Linie RB 83 führt von dort weiter nach Luxemburg, während die Linie RB 84 Richtung Saarburg fährt.
| Linie | Strecke                                                              | Takt                                                                         |
| ----- | -------------------------------------------------------------------- | ---------------------------------------------------------------------------- |
| RB 83 | Wittlich – Trier Hafenstraße – Trier West – Wasserbillig – Luxemburg | 60 min (Mo–Sa)                                                               |
| RB 84 | Trier Hafenstraße – Trier West – Konz (– Saarburg (Bz Trier)         | 60 min (Mo–So), Verkehr zwischen Konz und Saarburg (Bz Trier)) nur zeitweise |

## Streckenverlauf
Die Strecke begann am Bahnhof Ehrang und erreichte nach drei Kilometern Biewer. Dieser Teil ist heute nicht mehr befahrbar und wurde auch bei der Reaktivierung nicht wiederhergestellt. Stattdessen ist Biewer ab Ehrang über den Güterbahnhof Ehrang und das Güterzuggleis Ehrang–Biewer erreichbar. Bis zum ehemaligen Haltepunkt Pallien (km 5,8) führt die Strecke entlang des linken Moselufers, vorbei an den bis zu 80 Meter hohen Sandsteinfelsen des Joster- und des Fichtenberges. Danach weitet sich das Moseltal wieder und die Strecke führt über Trier West (km 7,7), Euren bis Zewen.
Bis Ende der 1990er Jahre gab es zwischen Trier West und Euren noch einen Gleisanschluss der französischen Armee. Zwischen Euren und Zewen zweigt das Industriegleis zum Industriegebiet Trier-Euren ab, welches der Stadt Trier gehört. Es hat eine Länge von circa 4,1 Kilometer. Seit 2019 findet auf dem Industriestammgleis kein Güterverkehr mehr statt. Bis dahin diente es vor allem als Anschluss des Werks von Japan Tobacco International, der Sektkellerei Schloss Wachenheim und einem Holzverladeplatz der DB.
Während das Gleis bei Zewen bis zu 1,5 Kilometer von der Mosel entfernt liegt, durchschneidet die Strecke zwischen Zewen und Igel den Heidenberg, wo die Mosel nur 200 Meter entfernt ist. Auf der Zewener Seite (linkes Moselufer) führt die Strecke weiter nach Igel–Wasserbillig (L), wo nach Passieren der Luxemburger Grenze auf der Brücke über die Sauer bei Wasserbilligerbrück die Strecke Wasserbillig-Luxemburg zum dortigen Bahnhof anschließt. Auf der Konzer Seite hingegen teilt sich die Strecke am Kreuz Konz in die Verbindung nach Karthaus/Trier Hauptbahnhof, nach Konz/Saarbrücken und nach Oberbillig/Metz (F).
Die Weststrecke bildete auch die Verlängerung der Nims-Sauertalbahn von Bitburg-Erdorf über Bitburg und Irrel nach Igel bis Trier West. Der Abzweig der Sauertalstrecke befand sich in Höhe der Löwener Mühle (Igel West, zwischen Wasserbillig und Igel) bis zu deren Abbau Ende der 1960er Jahre.

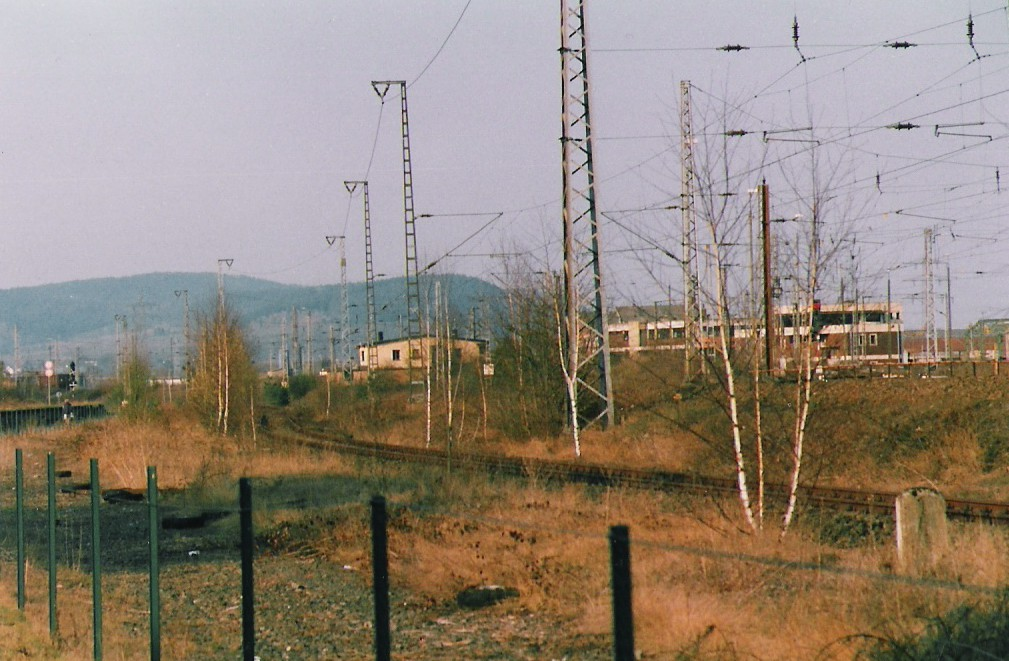
Stillgelegter Teil zwischen Trier-Ehrang und Trier-Biewer (1996)
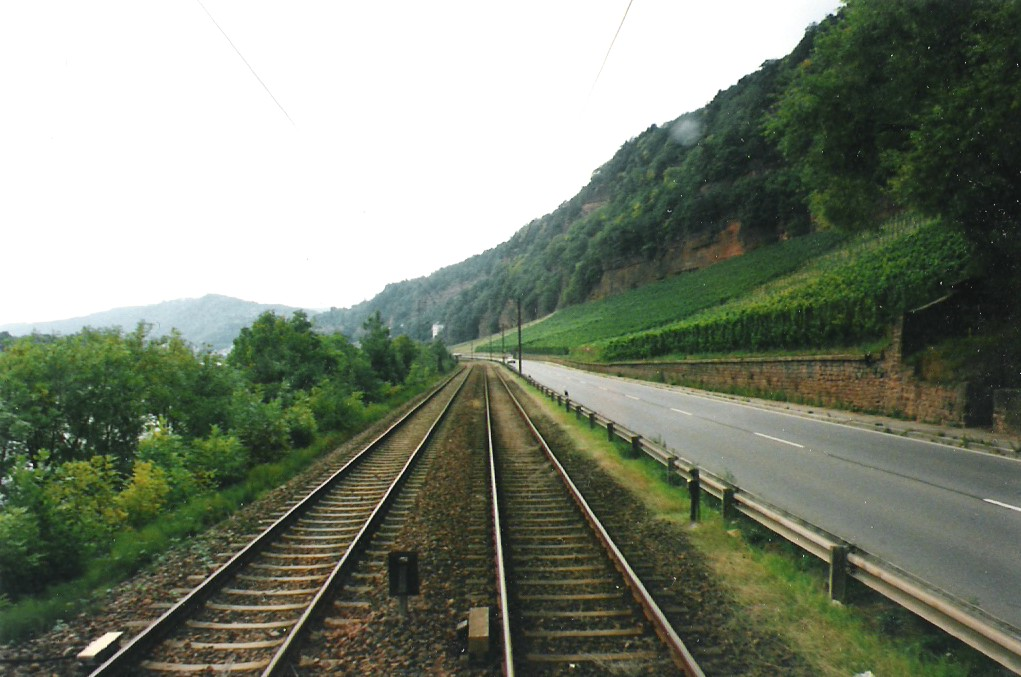
Die Weststrecke zwischen Trier-Biewer und Trier-Pallien (1996)
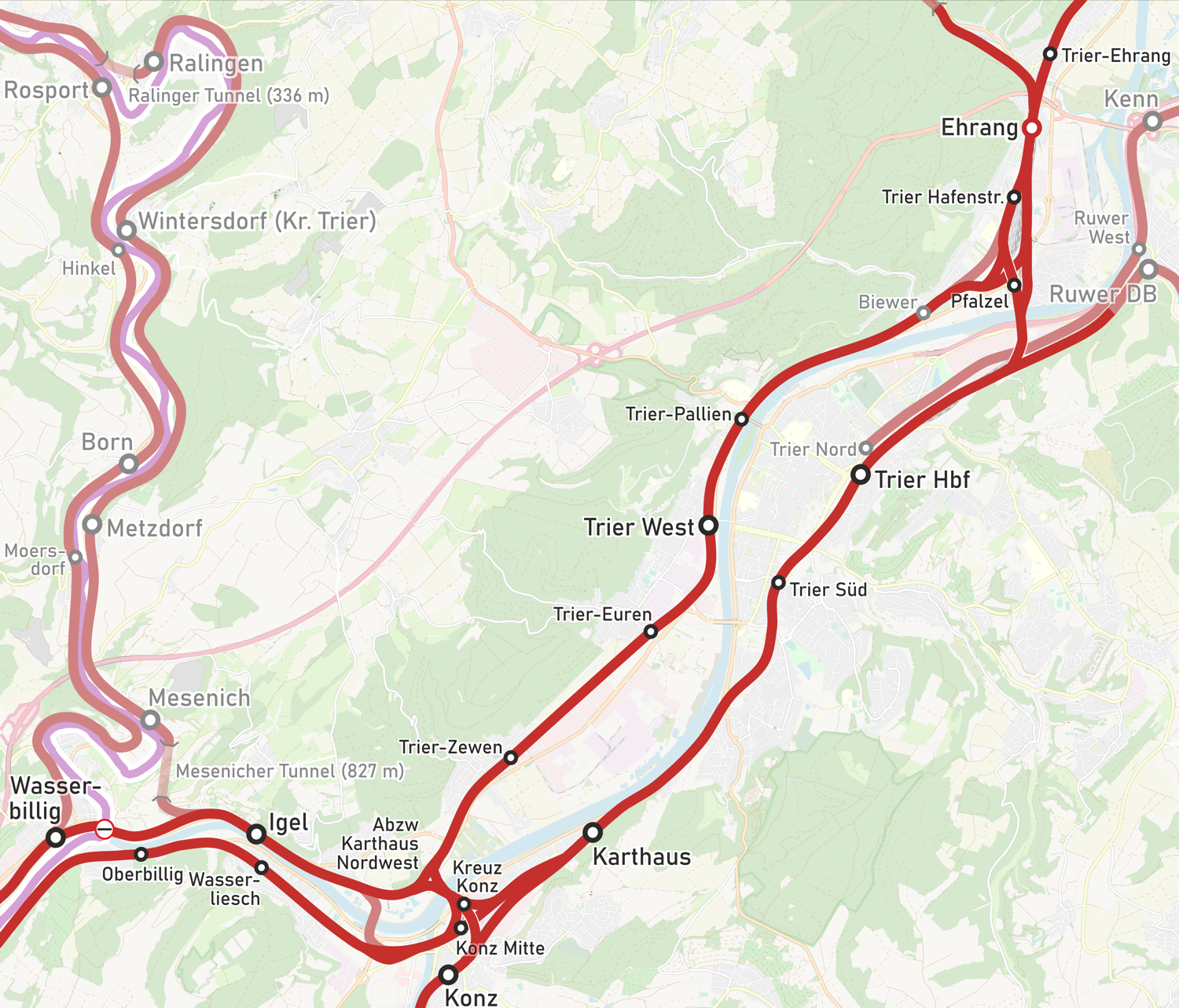
Bahnknoten Trier mit aktuellen und ehemaligen Strecken

## Betriebsstellen
Obwohl sich heute alle Bahnhöfe und Haltepunkte außer Igel auf dem Gebiet der Stadt Trier befinden, trugen sie auch später bahnseitig ihre Ursprungsbezeichnung aus der Zeit, als die Stadtteile noch nicht zu Trier gehörten. Pallien wurde 1912 eingemeindet, Euren und Biewer 1930, Ehrang und Zewen 1969. Einzig der Bahnhof Trier West (anfangs Trier, später Trier links der Mosel) trug Trier stets im Namen. Inzwischen enthalten alle Trierer Haltepunkte der Weststrecke die Stadt auch in der Bezeichnung.

### Ehrang
Der Bahnhof Ehrang wurde 1870 eröffnet. Es handelte sich dabei um einen Personenbahnhof sowie ehemaligen Rangierbahnhof, der mit reduzierten Gleisanlagen als Güterbahnhof weiter benützt wird.
Mit der Wiederinbetriebnahme der Weststrecke für den Personenverkehr wurde der Personenbahnhof Ehrang geschlossen und durch den neuen Haltepunkt Trier Hafenstraße (siehe unten) ersetzt. Betreffend den Güterbahnhof ergab sich hierdurch keine Änderung.

### Trier Hafenstraße
Ein gänzlich neu angelegter Haltepunkt Trier Hafenstraße wurde bei der Wiederinbetriebnahme der Weststrecke für den Personenverkehr eröffnet. Er liegt sowohl an der Weststrecke als auch an den Strecken aus Richtung Eifel und aus Richtung Mosel nach Trier Hauptbahnhof.

### Biewer
Biewer besaß ursprünglich ein zweistöckiges Bahnhofsgebäude (wegen der Überführung des Ehranger Gleises über die Güterzugstrecke). Über Treppen konnte von der Ortslage Biewer der Bahnsteig für das Richtungsgleis Ehrang erreicht werden. Nach Abriss der Überführung wurde auch der Bahnhof umgebaut. Nun diente lediglich noch ein kleines Wartehäuschen an der Bahnsteigkante als Bahnhof. Aufgrund dieses Häuschens erhielt der Bahnhof seinen in Biewer geläufigen Namen „Bud“ (für Bude). 2008 lassen sich nur noch Bahnsteigreste unter der Vegetation erahnen. Etwa 1963 wurde die Bedienung von Biewer eingestellt. In einem Gutachten aus dem Jahr 2013 im Vorfeld der Wiederinbetriebnahme der Weststrecke für den Personenverkehr wurde die Einrichtung eines Haltepunkts in Biewer nur als „weitere (zukünftige) Option“ bewertet und dementsprechend auch nicht in die weitere Planung aufgenommen.

### Pallien

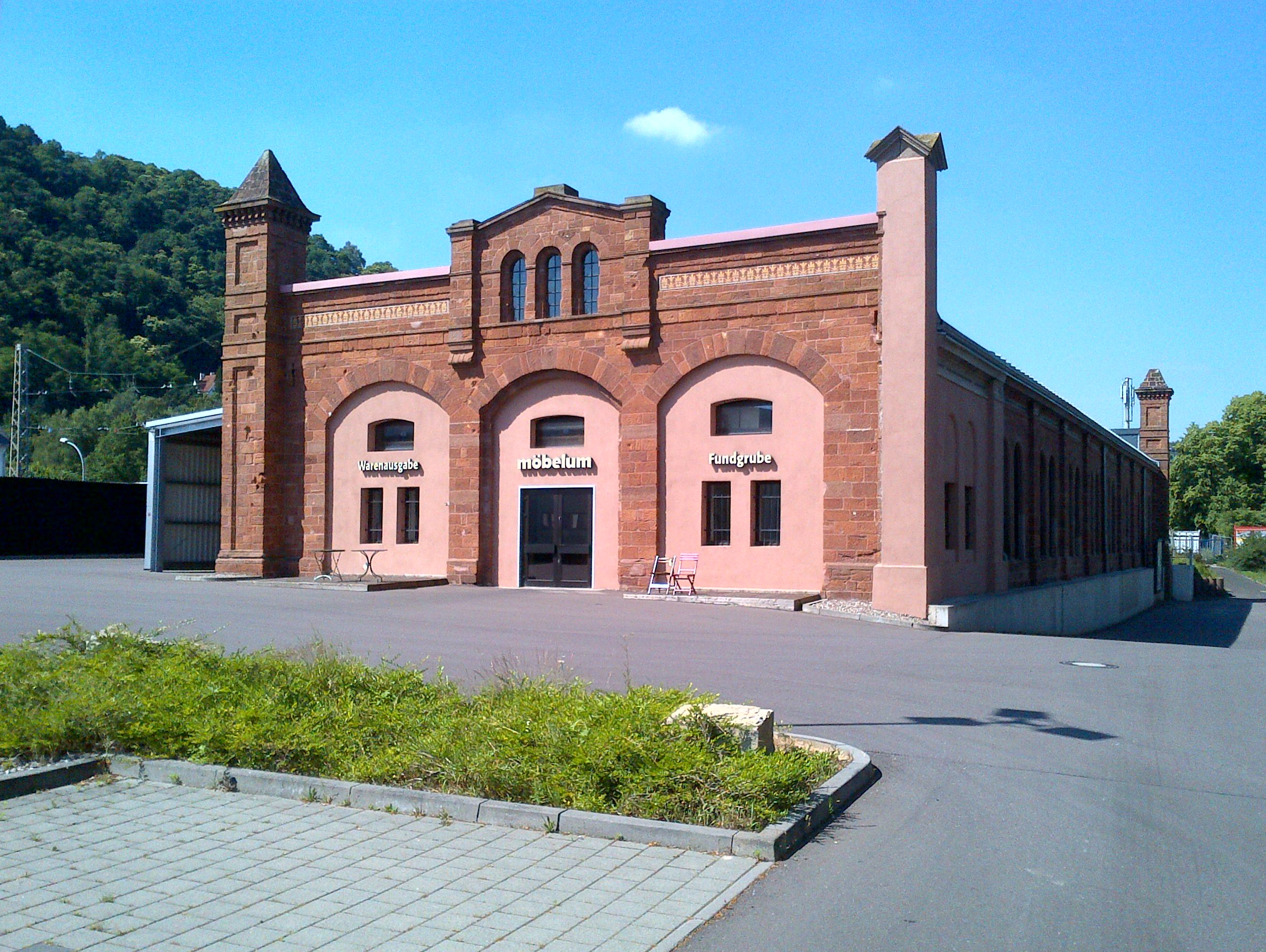
Maschinenschuppen in Trier-West aus den 1860er Jahren

Vom ehemaligen Haltepunkt Pallien ist nichts mehr erhalten. Er lag etwa 300 Meter nördlich der 1913 errichteten Kaiser-Wilhelm-Brücke und bestand aus einem Bahnsteig am Richtungsgleis Zewen und einem Bahnsteig zwischen den Gleisen. Erhalten blieb die ehemalige Bahnhofsgaststätte, leicht erkennbar als einziger Fachwerkbau. Die Bedienung wurde circa 1961 eingestellt.
Mit der Wiederinbetriebnahme der Weststrecke für den Personenverkehr wurde ein gänzlich neuer, nunmehr unmittelbar südlich der Kaiser-Wilhelm-Brücke gelegener Haltepunkt Pallien eröffnet. Der neue Haltepunkt hat zwei Außenbahnsteige, wovon der westliche direkt von der parallel verlaufenden Bonner Straße zugänglich ist. Der östliche Bahnsteig liegt hingegen zwischen den Streckengleisen und der Mosel, so dass er von der Kaiser-Wilhelm-Brücke erschlossen werden musste. Zunächst steht nur eine Treppe zur Verfügung; ein Aufzug soll voraussichtlich im Juli 2025 in Betrieb genommen werden. Die Bushaltestelle Bitburger Straße, die von mehreren Linien der Stadtwerke Trier bedient wird, liegt direkt auf Höhe des neuen Haltepunkts am Kopf der Kaiser-Wilhelm-Brücke.

### Trier links der Mosel/Trier West

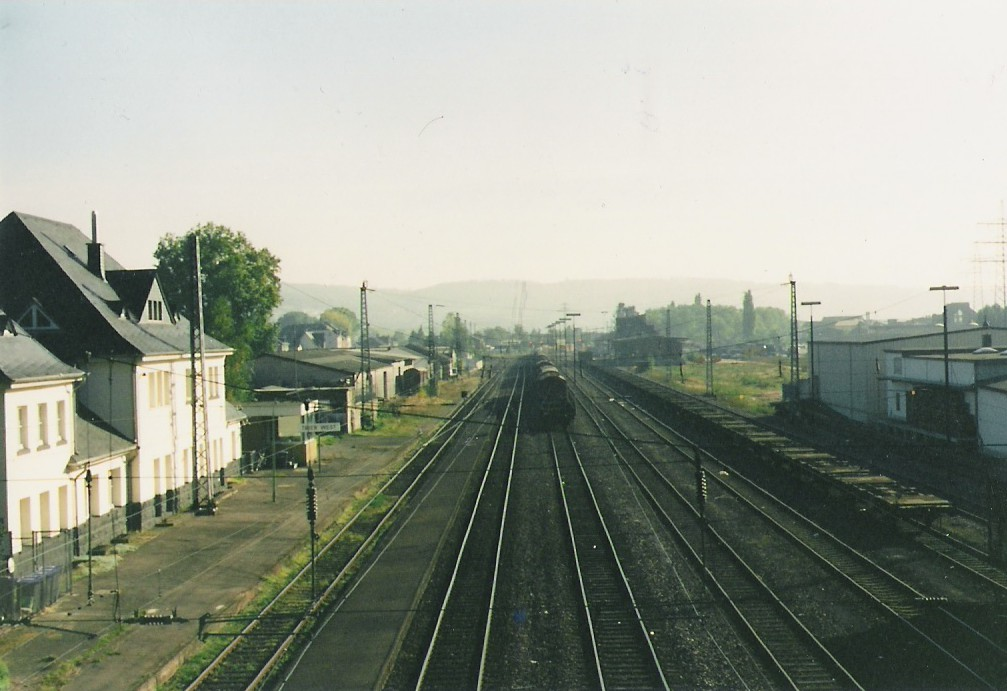
Bahnhof Trier West 1994

Der erste Trierer Bahnhof ist nicht mehr erhalten. Das Gebäude lag südlich des heutigen Bahnsteigs. Grund für den Bau an dieser Stelle war zum einen der geplante Anschluss an die Eifelstrecke. Zum anderen befanden sich bis 1919 in unmittelbarer Bahnhofsnähe ausgedehnte Kasernen, die nach Ende des Ersten Weltkrieges und der Entmilitarisierung des Rheinlandes als Sozialwohnungen genutzt wurden. Zwischen 1878 und 1903 trug der Bahnhof den Namen „Trier links der Mosel (Trier l.d.M.)“, während der heutige Hauptbahnhof „Trier rechts der Mosel (Trier r.d.M.)“ hieß. 1905 wurde der Bahnhof in „Trier West“ umbenannt. Das heute noch erhaltene Gebäude stammt von 1914/16. Der alte Bahnhof wurde von der Bahn noch als Dienstgebäude benutzt und nach dem Zweiten Weltkrieg abgerissen.
Der Bahnsteig am Richtungsgleis Ehrang ist noch vorhanden, der am Richtungsgleis Zewen wurde entfernt. Das an den Bahnhof angegliederte Stellwerk ist noch besetzt, der Bahnhof selbst wurde verkauft und in eine Unterkunft für wohnsitzlose Männer, das „Benedikt-Labre-Haus“, umgewandelt. Die umfangreichen Gleisanlagen wurden im Frühjahr 2013 bis auf die beiden Streckengleise sowie ein Ausweichgleis zurückgebaut.
Bis 1986 war hier der Güterbahnhof Trier und die Zufahrt zum ebenfalls 1986 geschlossenen Ausbesserungswerk Trier. Nördlich und südlich des Bahnhofs sind noch einige Bahngebäude aus den 1850er bis 1870er Jahren, welche teils unter Denkmalschutz stehen, erhalten.
Mit der Wiederinbetriebnahme der Weststrecke für den Personenverkehr kann auch der Bahnhof Trier West wieder von Reisenden genutzt werden.

### Euren

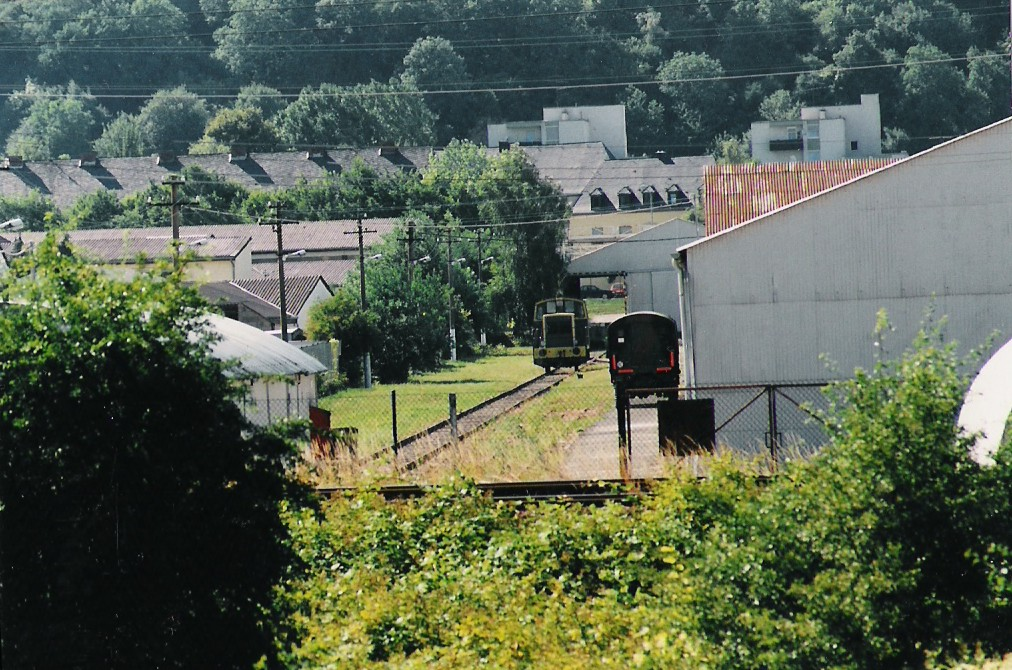
Ehemaliger Gleisanschluss der französischen Armee in Euren

Der Haltepunkt Euren liegt am Bahnübergang der Eisenbahnstraße am südlichen Ortsende von Trier-Euren. Ursprünglich besaß Euren ein kleines Bahnhofs-/Schrankenwärtergebäude. Dieses befand sich unmittelbar am Richtungsbahnsteig Zewen, wurde jedoch nach Inbetriebnahme der automatischen Halbschrankenanlage Anfang der 1970er Jahre abgerissen.
Seit der Wiederinbetriebnahme der Weststrecke für den Personenverkehr wird auch dieser Haltepunkt wieder von Reisenden genutzt.

### Zewen (Kr Trier)

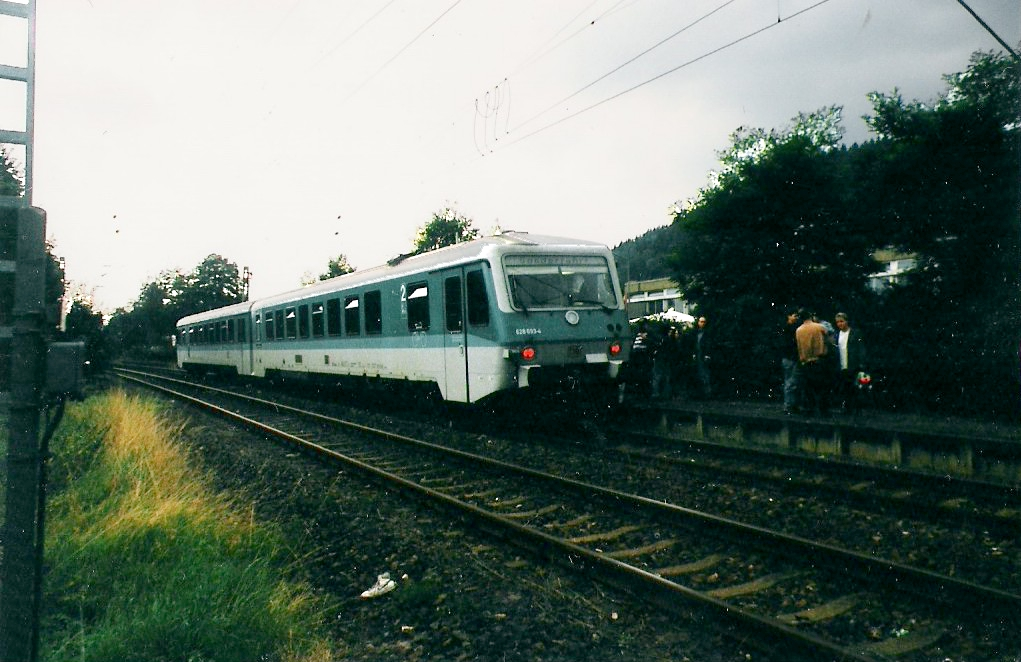
Sonderzug 1996 in Zewen

Der Haltepunkt Zewen (Kr Trier) hat seit der Wiederinbetriebnahme zwei neue Außenbahnsteige im Bereich des Bahnüberganges. Das Beton-Wartehäuschen am Richtungsbahnsteig Trier West wurde im Zuge der Neubaumaßnahmen entfernt. Das ehemalige Bahnhofsgebäude ist noch vorhanden, befindet sich jedoch in Privatbesitz und beherbergte bis zum 24. Dezember 2015 ein Juwelier-Geschäft.
Bis Anfang der 1970er Jahre war der Bahnhof Zewen besetzt und verfügte über einen Außen- und einen Mittelbahnsteig. In Zewen existierte bis zu diesem Zeitpunkt ein Ladegleis an der Stelle des heutigen Richtungsbahnsteiges Igel. In vergangenen Jahrzehnten wurden hier saisonal Obstverladungen, vor allem Erdbeeren, vorgenommen. Mit der Inbetriebnahme des Stellwerks in Trier West 1973, von dem aus die gesamte Strecke überwacht wird, und der Inbetriebnahme der automatischen Halbschrankenanlage wurde das Personal abgezogen.